# هيلين جوي
هيلين جوي (بالإنجليزية: Hélène Joy)‏ هي ممثلة كندية وأسترالية، ولدت في 27 مايو 1973 ببرث في أستراليا.

## وصلات خارجية
- هيلين جوي على موقع IMDb (الإنجليزية)
- هيلين جوي على موقع ألو سيني (الفرنسية)
- هيلين جوي على موقع أول موفي (الإنجليزية)
- هيلين جوي على موقع قاعدة بيانات الفيلم (الإنجليزية)
- هيلين جوي على موقع كينوبويسك (الروسية)